# Holmträsket (Sorsele socken, Lappland, 729344-155232)
Holmträsket är en sjö i Sorsele kommun i Lappland och ingår i Umeälvens huvudavrinningsområde. Sjön har en area på 0,422 kvadratkilometer och ligger 513,2 meter över havet.

## Delavrinningsområde
Holmträsket ingår i det delavrinningsområde (729363-155173) som SMHI kallar för Utloppet av Holmträsket. Medelhöjden är 552 meter över havet och ytan är 5,37 kvadratkilometer. Räknas de 2 avrinningsområdena uppströms in blir den ackumulerade arean 7 kvadratkilometer. Vattendraget som avvattnar avrinningsområdet har biflödesordning 4, vilket innebär att vattnet flödar genom totalt 4 vattendrag innan det når havet efter 358 kilometer. Avrinningsområdet består mestadels av skog (88 procent). Avrinningsområdet har 0,55 kvadratkilometer vattenytor vilket ger det en sjöprocent på 10,2 procent.